# Saint-Rémy-lès-Chevreuse
Saint-Rémy-lès-Chevreuse é uma comuna francesa na região administrativa da Île-de-France, no departamento de Yvelines. A comuna possui 5589 habitantes segundo o censo de 1990.